# Stanhopea tigrina
Espèce
Synonymes
- Stanhopea expansa P.N.Don
- Epidendrum fragrantissimum Sessé & Moç.

Statut CITES
Stanhopea tigrina est une espèce de plantes à fleurs de la famille des Orchidaceae. C'est une orchidée épiphyte du Mexique à larges fleurs pollinisées par des abeilles du genre Euglossa.
Elle aurait été utilisée par les Aztèques à l'époque pré-colombienne à l'instar de Stanhopea hernandezii, dans la confection de pains sophistiqués à vertus apéritives et digestives.